# Philip Friend
Philip (Wyndham) Friend, né le 20 février 1915 à Horsham (Angleterre), mort le 1er septembre 1987 à Chiddingfold (Angleterre), est un acteur anglais.

## Biographie
Au théâtre, à partir de 1936, Philip Friend participe à quelques pièces (dont deux jouées à Broadway en 1937-1938 et 1952), ainsi qu'à une comédie musicale d'Ivor Novello en début de carrière, Careless Rapture.
Au cinéma, entre 1939 et 1967, il contribue à trente-huit films, majoritairement britanniques, plus quelques films américains ou coproductions. Parmi ses films notables, citons Ceux qui servent en mer de Noël Coward et David Lean (1942, avec Noël Coward et Celia Johnson), La Fille des boucaniers de Frederick de Cordova (1950, avec Yvonne De Carlo) et Tempête sur la colline de Douglas Sirk (1951, avec Claudette Colbert et Ann Blyth).
À la télévision, Philip Friend apparaît dans quatorze séries entre 1951 et 1974, avant une ultime prestation dans un téléfilm diffusé en 1979.

## Théâtre
- 1936-1937 : Careless Rapture, comédie musicale, musique et livret d'Ivor Novello, lyrics de Christopher Hassal, mise en scène de Leontine Sagan, avec Ivor Novello (à Londres)
- 1937-1938 : L'Écurie Watson (French without Tears) de Terence Rattigan, avec Frank Lawton, Jacqueline Porel, Marcel Vallée (à Broadway)
- 1943 : Pink String and Sealing Wax de Roland Pertwee (à Londres)
- 1952 : Jane de S.N. Behrman, d'après une histoire de William Somerset Maugham, avec Edna Best, Basil Rathbone (à Broadway)

## Filmographie partielle

### Au cinéma
- 1939 : Inquest de Roy Boulting

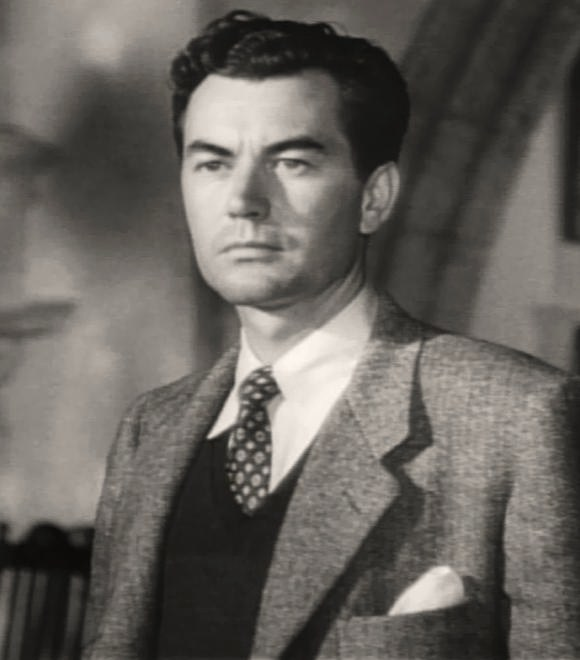
Dans Tempête sur la colline (1951)

- 1940 : The Midas Touch de David MacDonald
- 1941 : Monsieur Smith agent secret (Pimpernel Street) de Leslie Howard
- 1941 : Dangerous Moonlight de Brian Desmond Hurst
- 1942 : The Next of Kin de Thorold Dickinson
- 1942 : Riposte à Narvik (The Day Will Dawn) de Harold French
- 1942 : Ceux qui servent en mer (In which we serve) de Noël Coward et David Lean
- 1943 : The Bells Go Down de Basil Dearden
- 1943 : Plongée à l'aube (We dive at Dawn) d'Anthony Asquith
- 1945 : Great Day de Lance Comfort
- 1948 : Vous qui avez vingt ans (Enchantment) d'Irving Reis
- 1949 : Mon véritable amour (My Own True Love) de Compton Bennett
- 1949 : La Bataille des sables (Sword in the Desert) de George Sherman
- 1950 : La Fille des boucaniers (Buccaneer's Girl) de Frederick de Cordova
- 1950 : Chasse aux espions (Spy Hunt) de George Sherman
- 1951 : Les Pirates de Macao (Smuggler's Island) d'Edward Ludwig
- 1951 : Tempête sur la colline (Thunder on the Hill) de Douglas Sirk
- 1951 : Le Chevalier au masque de dentelle (The Highwayman) de Lesley Selander
- 1953 : Aventures à Berlin (Desperate Moment) de Compton Bennett
- 1954 : Enquête spéciale (The Diamond) de Dennis O'Keefe et Montgomery Tully
- 1959 : Robin des Bois don Juan (The Son of Robin Hood) de George Sherman

### À la télévision (séries)
- 1956 : Colonel March ou Les Aventures du colonel March (Colonel March of Scotland Yard), saison unique, épisode 26 Meurtre sans cadavre (The Strange Event at Roman) de Bernard Knowles
- 1959 : L'Homme invisible (Invisible Man), saison unique, épisode 11 Justice aveugle (Blind Justice)